# Acmopolynema himalum
Acmopolynema himalum är en stekelart som beskrevs av Hayat och Anis 1999. Acmopolynema himalum ingår i släktet Acmopolynema och familjen dvärgsteklar. Inga underarter finns listade i Catalogue of Life.